# Marie-Pierre Casey
Pour les articles homonymes, voir Casey.
Marie-Pierre Casey, née le 24 janvier 1937 au Creusot (Saône-et-Loire), est une comédienne française.
Figure emblématique des cabarets de la rive gauche des années 1960, elle acquiert une certaine notoriété grâce à la télévision à partir des années 1980-1990, notamment grâce à une publicité pour Pliz.
Élève de René Simon, elle commence sa carrière dans les cabarets de la rive gauche. Principalement connue pour ses nombreux rôles au théâtre, au cinéma et à la télévision, elle participe à des dramatiques radiodiffusées depuis les années 2000 pour France Culture et France Inter.
Autrice de six One-woman-show, elle présente ses premiers sketchs à l'Olympia en 1984, puis les spectacles Peintre sur soi au Théâtre du Tourtour (1987-1988) et Du coq à l'âme au Théâtre Déjazet (1991).
Au cinéma, elle tient plusieurs fois l’affiche notamment dans On s'est trompé d'histoire d'amour en 1974, Sortis de route en 1988, Les Dalton en 2004 et Les Petites Victoires en 2023.
Comédienne récurrente de fictions françaises, elle interprète, Mme Moulinard dans Marc et Sophie (1987-1992), Mme Leblanc dans la série Cluedo (1994-1995), Mémé Gromelot dans Les Gromelot et les Dupinson (1995), Lucienne Le Kervelec dans En famille (depuis 2018) et Claude dans La Flamme (2020).
En 1980, elle est lauréate du prix Minerve, l'Oscar de la publicité, reçu pour la publicité Pliz.

## Biographie

### Jeunesse et formation
Marie-Pierre Casey naît le 24 janvier 1937 au Creusot, en Saône-et-Loire. À neuf ans, elle est en pension dans le Charolais avec sa sœur et y découvre sa passion du théâtre où elle enfile les vêtements de Prof — un chef des sept nains dans le conte Blanche-Neige des frères Grimm — pour la fête de fin d’année organisée par les religieuses.
Elle grandit au Creusot chez ses grands-parents, où elle prend le goût de la prestation théâtrale en arrivant à l'école avec le chauffeur de son grand-père.
À 15 ans, elle commence sa carrière en décrochant un petit rôle, celui d’une religieuse à la fin du film Jeux interdits de René Clément (1952).
Elle fait ses études au conservatoire de Lyon où elle reçoit le premier prix de comédie grâce à sa prestation dans Poil de Carotte de Jules Renard ainsi qu'un prix de diction, et de littérature. Arrivée à Paris, elle entre au Cours Simon, avant de se lancer dans les cabarets de la Rive gauche.

### Carrière

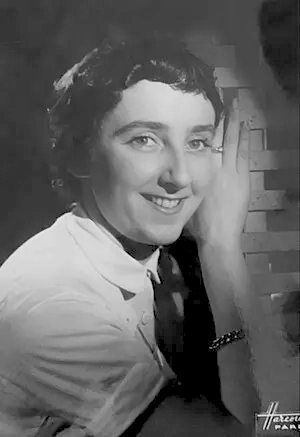
Marie-Pierre Casey en 1960 (Studio Harcourt).

#### 1960-1970: chanson et début au théâtre de boulevard
Marie-Pierre Casey débute dans les cabarets de la rive gauche : L'Ecluse, L'Echelle de Jacob, La Fontaine des quatre saisons, Le Port du salut avec Bernard Haller, Serge Lama, Rufus, Jacques Brel où elle interprète ses textes contre 10 francs et un jus de pamplemousse. Elle est remarquée grâce à un sketch où elle danse et chante : De dos, le soir, on croirait voir Brigitte Bardot dans un couloir. Elle rencontre rapidement le succès dans la chanson et en écrira plus d’une quarantaine[réf. souhaitée].
En 1959, elle joue une infirmière amoureuse du personnage titre interprété par Robert Manuel dans Certains l'aiment froide de Jean Bastia. Marie-Pierre Casey fait ses débuts au Théâtre de la Porte-Saint-Martin, en 1960, avec Jean Carmet, dans une comédie musicale Dix Millions Cash.
En 1962, toujours au Théâtre de la Porte-Saint-Martin, elle joue Les Femmes savantes de Molière.
En 1963, elle intègre le Théâtre du Soleil, la troupe d’Ariane Mnouchkine. Elle y joue, en 1964, Les Petits Bourgeois de Maxime Gorki au Théâtre Mouffetard[réf. souhaitée].
Â partir de 1965, elle spécialise ses emplois dans la comédie, car elle veut faire rire[réf. souhaitée]. Interviewée, la même année, par l’ORTF, dans le cadre du succès de sa chanson Melle Suzy, elle répond sur sa notion du succès et cite Goethe : « La gloire, c’est de durer ».[réf. souhaitée]
En 1966, elle joue, au Théâtre des Nouveautés, dans La Bonne Adresse de Marc Camoletti.
La fin des années 1960 signe de multiples succès au théâtre dans des pièces de boulevards pour elle[réf. souhaitée]. Sa prestation, en 1969, dans Le Congrès de Clermont-Ferrand de Marcel Franck, au Théâtre Marigny, lui permet l’année suivante de tenir le rôle vedette de la pièce Le Nouveau Locataire de Eugène Ionesco au Théâtre de la Gaîté-Montparnasse[réf. souhaitée].

#### 1970: premier rôle au théâtre et début au cinéma
À partir de 1970, Marie-Pierre Casey obtient de multiples premiers rôles au théâtre et monte sur les planches pour jouer dans plusieurs pièces de Jean-Michel Ribes au Théâtre de la Ville et de la Gaîté-Montparnasse. Le succès des pièces à Paris emmène les comédiens de la troupe dans de nombreuses tournées. Marie-Pierre Casey aura comme compagnes de route Micheline Presles et Geneviève Page.
Les tournées théâtrales ne lui donnent pas le temps de s'impliquer d'avantage au cinéma et à la télévision. Nonobstant, au cours des années 1970, au cinéma, elle incarne de remarqués seconds rôles dans Les Choses de la vie de Claude Sautet et dans La Peau de Torpédo de Jean Delannoy. Elle tient également le rôle de directrice des cours Pigier dans Le Cinéma de papa de Claude Berri. En 1973, elle entame une scène où elle félicite le commissaire, interprété par Paul Crauchet, dans L'Affaire Dominici de Claude Bernard-Aubert.
En 1974, elle tient l’un des rôles principaux du film On s’est trompé d’histoire d’amour de Jean-Louis Bertuccelli aux côtés de Francis Perrin et de Colline Serreau. Le film fait scandale en abordant le sujet de l’avortement et, à sa sortie, il est interdit aux moins de 18 ans.
De 1975 à 1976, elle joue Boeing-Boeing de Marc Camoletti à la Comédie Caumartin au côté de son amie Corinne Lahaye.

#### Années 1980: célébrité grâce à la télévision
Figure populaire des pièces de boulevards des années 1970, c'est la télévision des années 1980 qui starifie Marie-Pierre Casey en comédienne populaire.
En 1980, à la télévision, la France entière découvre Marie-Pierre Casey dans un spot publicitaire pour Pliz de la firme S. C. Johnson. Sa réplique « Et c'est tant mieux parce que je f'rai pas ça tous les jours » rencontre un franc succès auprès des téléspectateurs. Elle reçoit à Hollywood le prix Minerve de la meilleure actrice dans une publicité télévisée. Pendant cette cérémonie, Jean Becker la rencontre et lui propose le rôle de madame Tussaud dans son film L'Été meurtrier (1983) aux côtés d’Isabelle Adjani et Alain Souchon. Le spot publicitaire obtient de multiples récompenses, dont un lion d'argent au festival international du film publicitaire de Cannes. Cette publicité la rend célèbre jusqu'en Afrique et lui ouvre toutes les portes.
En 1981, Stéphane Collaro l'engage pour son émission de radio sur Europe 1, ainsi que celles de la télévision Co-Co Boy et Cocoricocoboy, parce qu’elle le « fait rire ». Sur TF1, elle interprète ses propres textes et se déguise en péripatéticienne exotique, voyante extra-lucide, dame romaine, vamp, religieuse, mère maquerelle, Jeanne d'Arc, Nina Hagen, etc.
Au début de la décennie, elle écrit plusieurs téléfilms pour France 3 et devient animatrice sur la chaîne. Dans les années 1980, elle est l'invitée régulière des Jeux de 20 heures et de L'Académie des neuf. En 1982, elle collabore à l’émission Merci Bernard sur France 3.
En 1983, elle joue dans le téléfilm Thérèse Humbert de Marcel Bluwal, sur Antenne 2. Elle y tient le rôle de la gardienne du personnage-titre, interprétée par Simone Signoret.
Fin 1984, elle monte plusieurs numéros à l’Olympia.
En 1985, elle quitte définitivement Cocoricocoboy au moment où arrivent les Coco-girls : « Elle ne brillait pas par son sex-appeal mais savait charmer les membres de la troupe par son humour (…). À l’arrivée des Coco-girls, les critères de séduction se centrèrent davantage sur le décolleté et l’arrondi de la fesse, et Marie-Pierre Casey, considérant ses blouses à l’imprimé fleuri, en ressentit une vague jalousie. Elle ne le supporta pas et nous quitta », raconte Jean Roucas dans son livre Le Bouffon (1993).
En 1985, elle est à l’affiche du film Gros Dégueulasse de Bruno Zincone et, en 1988, du film Sortis de route, où elle joue Hortense le personnage principal.
En 1987, elle incarne Mme Moulinard dans la série à succès Marc et Sophie, aux côtés Julie Arnold, Gérard Rinaldi, Daniel Gélin, Claude Gensac et Ginette Garcin. La série est diffusée pendant cinq saisons jusqu’en 1992 sur TF1.
Au début des années 1990, elle est sociétaire des Grosses Têtes. De 1990 à 1991, elle joue son deuxième one-woman-show au Théâtre Déjazet. Son succès à Paris lui permit de faire une grande tournée dans toute la France, qui la mènera jusqu’à l’île Maurice. En 1992, elle interprète Eliane au côté de Jean Lefebvre et Philippe Clay, dans le téléfilm Le Gourou Occidental. En 1993, elle retourne sur les planches du Théâtre Michel en jouant le personnage principal, Marie-Louise, de la pièce Sexe et Jalousie de Marc Camoletti,.
En 1994, elle retrouve la télévision avec la série Cluedo[réf. nécessaire], diffusée sur France 3, où elle y interprète Mme Leblanc aux côtés de Andréa Ferréol et Bernard Ménez.
En 1995, elle tient le rôle titre de la série hebdomadaire Les Gromelot et les Dupinson. Lancée par France 2 pour succéder au très populaire Maguy qui prend fin[évasif]. La même année, elle retrouve l'animation télé en co-présentant, avec Daniel Schick, l'émission Maman va adorer, le samedi, en première partie de soirée sur TF1[réf. nécessaire].
En 1997, elle monte au Théâtre d'Edgar pour un troisième one-woman-show Marie-Jeanne a disparu.

#### Depuis 2000: retour à la télévision et au cinéma

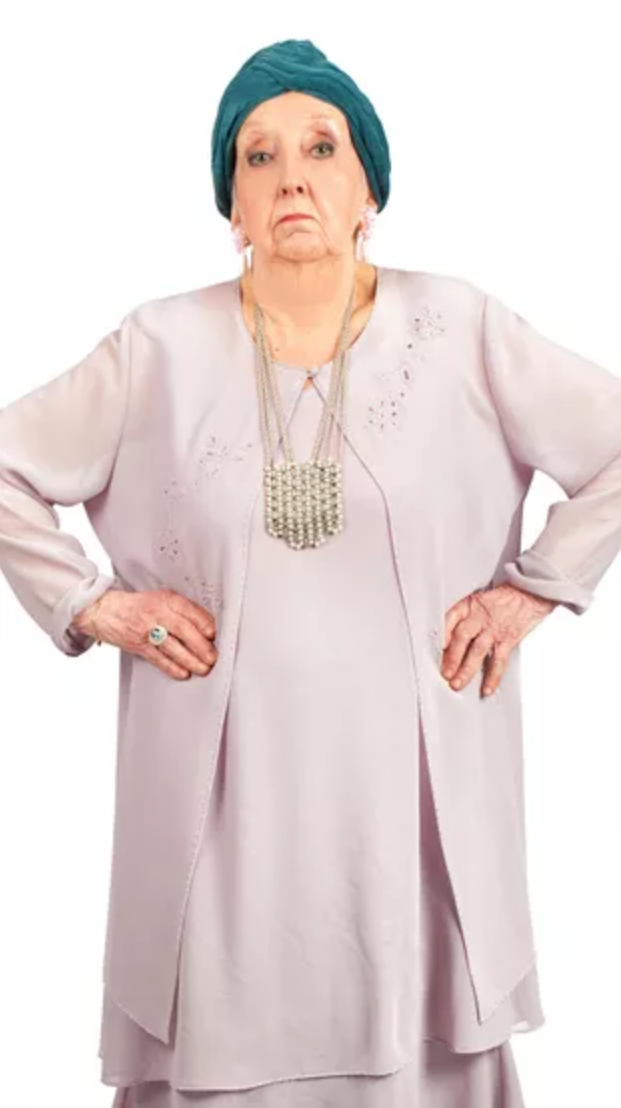
Marie-Pierre Casey en Claude pour La Flamme.

En 2000, pour célébrer le cinquantième anniversaire du Petit Mineur, emblème du cinéma français, La Poste émet une série de timbre et demande à Marie-Pierre Casey d’en faire la promotion. Cette publicité reprend les traits de la publicité Pliz. La campagne publicitaire coûte plus de 15 millions de francs et est diffusée dans tous les cinémas de France ainsi qu'à la télévision pendant plusieurs mois.
Début 2002, elle écrit un quatrième one-woman-show Décalogue de sourd pour le Théâtre d'Edgar. La pièce est mise en scène par Philippe Rondest.
De 2003 à 2004, elle joue dans la sitcom Laverie de famille, diffusée tous les soirs, à 19 h 50, sur TF1, aux côtés de Firmine Richard.
En 2004, elle incarne Ma Cassidy pour la comédie Les Dalton de Philippe Haïm, avec Marthe Villalonga en Ma Dalton, Ginette Garcin interprète Ma James et Sylvie Joly dans le rôle de ma Billy.
Au cours des années 2000, elle joue dans plusieurs fictions destinées à Radio France, on peut citer l'adaptation de  Les Inconnus dans la maison de Georges Simenon en 2003 ou encore l'adaptation la bande dessinée Agrippine de Claire Bretécher en 2012.
En 2007, au Théâtre des Variétés, France 2 capte La Dame de chez Maxim's , pièce de Georges Feydeau et mise en scène de Francis Perrin, où Marie-Pierre Casey interprète Émilie. La pièce nécessitera neuf semaines et demie de répétition, 50 costumes et perruques et la construction de deux énormes décors pour seulement une représentation le 19 novembre 2007. Le casting est 5 étoiles, les comédiens sont tous issus du vedettariat (Francis Perrin, Eva Darlan, Chantal Ladesou, Laurence Baddie, Henri Guybet, etc.).
Elle joue également seule en scène, en 2014, dans On descend tous des limaces au Théo Théâtre.
En 2018, elle tient le premier rôle du court métrage The Bumper, diffusé sur OCS, et qui obtiendra plusieurs prix à l’étranger notamment aux États-Unis.
Depuis juin 2018, elle incarne Lucienne Le Kervelec dans la série populaire En famille diffusée sur M6 : « J’adore ça ! En plus, je râle tout le temps dans la vie, donc le transfert s’est fait directement ! Ce n’était pas du tout un rôle de composition ! D’ailleurs, tous les personnages que j’ai joués jusqu’à présent sont toujours en train de râler. Ça m’amuse beaucoup,. »
En 2019, elle tourne le téléfilm de la série En Famille : Un si Joyeux Noël qui est programmé en décembre 2019 et 2022 sur M6.
En mars 2020, elle joue dans l'adaptation radio d'Un roi sans divertissement de Jean Giono sur France Culture diffusée à l'occasion des cinquante ans de la disparition de l'écrivain. En octobre, elle fait partie de la distribution de la série La Flamme, sur Canal+, aux côtés de Jonathan Cohen, Leïla Bekhti ou encore Laure Calamy, en incarnant le personnage de Claude, une « prétendante atypique de 3x28 ans ». Jonathan Cohen déclarera au sujet de leur rencontre : « C'est comme ma mamie. Je me souviendrai toute ma vie du rendez-vous, au café, où je lui ai proposé le projet. Je priais pour qu'elle dise oui. » La série connaît un succès critique et commercial et fera l’ouverture du festival Cannesséries.
En 2022, elle fait son retour au cinéma avec le film Maison de retraite de Thomas Gilou.
En 2023, elle est à l'affiche de Les Petites Victoires de Mélanie Auffret, où elle incarne Jeannine. Le film est un succès critique et commercial.
Pour clore la saison 12 d'En Famille, deux épisodes spéciaux sont diffusés avec comme principal Baptiste Lecaplain qui joue un facteur en mal d’amour et Marie-Pierre Casey alias Tata Lulu qui se marie.

### Vie privée
Marie-Pierre Casey est une sabreuse émérite : « Grâce à mon sabre, je me suis distinguée au palais des sports de Paris. Il y a quatre ans, j'ai participé aux Masters internationaux. On a pu m'y voir affronter seule dix sabreurs. », disait-elle, en 1991, dans une interview accordée à Télé Star.
Elle a pour passion l'archéologie et l'astronomie,. Elle est aussi une grande voyageuse, elle a parcouru le monde et, entre autres, l'Ouzbékistan, la Birmanie, l’Inde, ainsi que la Chine[réf. souhaitée]. Elle a avoué dans Le Parisien de février 2023 qu’elle n’a jamais couru les rôles et les auditions préférant se réfugier en Provence[réf. souhaitée].
Elle a été très amie avec Michel Galabru[réf. souhaitée], rencontré sur le tournage de L'Été meurtrier.
Elle vit entre Paris et le massif de la Sainte-Baume, en Provence, où elle possède une propriété.

## Filmographie

### Cinéma

#### Longs métrages
- 1952 : Jeux interdits de René Clément : une infirmière
- 1960 : Certains l'aiment froide de Jean Bastia : l'infirmière complice
- 1964 : L'Abonné de la ligne U de Yannick Andréi : une infirmière
- 1967 : Playtime de Jacques Tati : la caissière du Royal Garden
- 1967 : Les Encerclés de Christian Gion : la femme de la ligue catholique
- 1970 : Les Choses de la vie de Claude Sautet : la postière
- 1970 : La Peau de Torpédo de Jean Delannoy : la postière
- 1970 : Le Cinéma de papa de Claude Berri : la directrice du cours Pigier
- 1971 : L'Humeur vagabonde d'Édouard Luntz
- 1973 : Elle court, elle court la banlieue de Gérard Pirès : la voisine garde d'enfants
- 1973 : L'Affaire Dominici de Claude Bernard-Aubert : la femme qui félicite le commissaire
- 1973 : Na ! de Jacques Martin : la femme de l'Armée du Salut
- 1974 : OK patron de Claude Vital
- 1974 : On s'est trompé d'histoire d'amour de Jean-Louis Bertuccelli : Madame Dalmart
- 1974 : Un nuage entre les dents de Marco Pico : la boulangère
- 1976 : Hippopotamours de Christian Fuin : la femme du juge
- 1976 : Les Ambassadeurs de Naceur Ktari : l'assistante sociale
- 1980 : La Banquière de Francis Girod
- 1980 : Le Coup du parapluie de Gérard Oury : la pervenche
- 1981 : Viens chez moi, j'habite chez une copine de Patrice Leconte : la concierge de Cécile
- 1981 : Pétrole ! Pétrole ! de Christian Gion : la préposée des PTT
- 1982 : Mille milliards de dollars d'Henri Verneuil
- 1982 : Ça va faire mal ! de Jean-François Davy : Madeleine, la bonne de Léopold
- 1983 : La Petite Bande de Michel Deville : la dame allemande
- 1983 : L'Été meurtrier de Jean Becker : mademoiselle Tussaud
- 1983 : Y a-t-il un pirate sur l'antenne ? de Jean-Claude Roy : la femme de ménage
- 1985 : Gros Dégueulasse de Bruno Zincone : la dame en noir offusquée
- 1989 : Sortis de route de Gilbert Roussel : Hortense
- 1998 : Que la lumière soit ! d'Arthur Joffé : la mère Michu
- 2004 : Les Dalton de Philippe Haïm : Ma Cassidy
- 2022 : Maison de retraite de Thomas Gilou : la grand-mère du supermaché
- 2023 : Les Petites Victoires de Mélanie Auffret : Jeannine

#### Courts métrages
- 1996 : À deux pas des étoiles de Claude Philippot
- 2018 : Le Créneau de Nirina Ralantoaritsimba : Mémé

### Télévision

#### Téléfilms
- 1968 : L'Orgue fantastique de Jacques Trébouta et Robert Valey : Lisbeth
- 1973 : La Dérobade de Gérard Poitou-Weber : Monique
- 1974 : L'Ange de la rivière morte d’Édouard Logereau : la belle-sœur
- 1976 : Le Milliardaire de Robert Guez
- 1980 : Des vertes et des pas mûres de Maurice Delbez : la domestique
- 1980 : La Mort en sautoir de Pierre Goutas
- 1980 : Un chien de saison de Bernard Roland
- 1981 : La Guerre des insectes de Peter Kassovitz
- 1981 : À nous de jouer d’André Flédérick
- 1983 : Thérèse Humbert de Marcel Bluwal
- 1983 : Le Nez à la fenêtre de Jean-Claude Charnay
- 1983 : La Felicità"
- 1985 : Le Réveillon de Daniel Losset : Mme Jassion
- 1993 : Le Gourou occidental de Danièle J. Suissa : Éliane
- 1993 : Sexe et Jalousie de Georges Folgoas : Marie-Louise
- 2008 : La Dame de chez Maxim de Jean-Luc Orabona : Émilie
- 2011 : Faux Coupable de Didier Le Pêcheur : Mme Horowitz
- 2019 : Un si joyeux Noël de Christelle Raynal : Lucienne Le Kervelec

#### Séries télévisées
- 1964 : L'Abonné de la ligne U : l'infirmière de Maurice Verdon (saison 1, épisode 25 : L'Enlèvement)
- 1968 : Au théâtre ce soir : Le Congrès de Clermont-Ferrand : Clara
- 1971 : Les Nouvelles Aventures de Vidocq :  la première invitée (saison 1, épisode 5 : Échec à Vidocq)
- 1972 : Le 16 à Kerbriant : la boulangère
- 1972 : Les Boussardels : Josépha Branchu
- 1973 : Le Jeune Fabre : la femme de ménage (saison 1, épisode 13 : Le Tunnel rouge)
- 1974 : Un chat sous l'évier : Mme Meriadec (mini-série)
- 1975 : Une Suédoise à Paris : Mlle Truche (saison 1, épisode 1)
- 1978 : La Filière (mini-série ; saison 1, épisode 1)
- 1978 : Les Folies Offenbach (mini-série ; saison 1, épisode 5 : Les Bouffes Parisiens)
- 1979 : Les Quatre Cents Coups de Virginie : la vendeuse de livres (mini-série ; saison 1, épisode 1)
- 1980 : Les Incorrigibles : Mlle Prévôt (mini-série ; saison 1, épisode 1)
- 1980 : Les Dossiers de l'écran (épisode La Faute)
- 1982 : Paris-Saint-Lazare : la préposée du PMU (mini-série ; saison 1, épisode 1 : Lundi)
- 1982 : Merci Bernard (10 épisodes)
- 1982 : Julien Fontanes, magistrat : La caissière (saison 1, épisode 10 : Cousin Michel)
- 1982 : L'Épingle noire (mini-série)
- 1982 : Médecins de nuit : L'employée de l'accueil d'hôpital (saison 4, épisode 2 : Le Groupe rock)
- 1986 : Maguy : La voyante (saison 2, épisode 20 : La Marche funeste)
- 1987-1992 : Marc et Sophie : Mme Moulinard (220 épisodes)
- 1988 : Palace : l'audimat-girl tueuse (saison 1, épisode 6)
- 1994-1995 : Cluedo : Mme Leblanc
- 1995 : Les Gromelot et les Dupinson : Mémé Gromelot
- 1997 : L'Histoire du samedi : La bibliothécaire (épisode : Baby-sitter Blues)
- 2003 : Laverie de famille
- 2007 : Paris 16
- 2008 : Duval et Moretti : Mme Berthelot (saison 1, épisode 18 : L'Imposteur)
- depuis 2017 : En famille : Lucienne Le Kervelec
- 2020 : La Flamme : Claude

## Spectacles
- 1984 : Olympia
- 1987-1988 : Peintre sur soi de Marie-Pierre Casey, Théâtre du Tourtour + tournée (France)
- 1990-1991 : Du coq à l'âme de Marie-Pierre Casey, Théâtre Déjazet + tournée (France et Île Maurice)
- 1997 : Marie-Jeanne a disparu de Marie-Pierre Casey, mise en scène François Bourcier, Théâtre d'Edgar
- 2002 : Décalogue de sourd de Marie-Pierre Casey, mise en scène Philippe Rondest, Théâtre d'Edgar
- 2013 : On descend tous des limaces ! de Marie-Pierre Casey, mise en scène Philippe Rondest, Theo Théâtre

## Émissions de télévision

### Chroniqueuse
- Co-Co Boy sur TF1 (1982-1984)
- Cocoricocoboy sur TF1 (1984-1985)

### Animatrice
- 1984 : Devine ce qu'il y a derrière la porte sur France 3
- 1995 :  Maman va adorer, co-présentation avec Daniel Schick sur TF1

## Théâtre
- 1960 : Dix Millions Cash, livret Raymond Vincy, mise en scène Jacques Mauclair, Théâtre de la Porte-Saint-Martin
- 1962 : Les Femmes Savantes de Molière, Théâtre de la Porte Saint-Martin
- 1964 : Les Petits Bourgeois de Maxime Gorki, mise en scène Ariane Mnouchkine, Théâtre Mouffetard
- 1966 : La Bonne Adresse de Marc Camoletti, mise en scène Christian-Gérard, Théâtre des Nouveautés
- 1967 : Croque-monsieur de Marcel Mithois, mise en scène Jean-Pierre Grenier, Théâtre Saint-Georges
- 1968 : La Cuisine des Anges de Albert Husson
- 1969 : Le Congrès de Clermont-Ferrand de Marcel Franck, mise en scène Christian-Gérard, Théâtre Marigny [25]
- 1970 : Le Nouveau Locataire de Eugène Ionesco, Théâtre de la Gaîté-Montparnasse
- 1972 : Elle joue Récamier, Théâtre de la Gaîté-Montparnasse
- 1974 : L'Odyssée pour une tasse de thé de Jean-Michel Ribes, mise en scène de l'auteur, Théâtre de la Ville
- 1975-1976 : Boeing Boeing de Marc Camoletti, Comédie-Caumartin : Berthe
- 1977 : Les Fraises musclées de Jean-Michel Ribes, mise en scène de l'auteur, Théâtre de la Gaîté-Montparnasse
- 1982 : Une journée particulière, mise en scène Françoise Petit, Théâtre de Paris
- 1993 : Sexe et jalousie de Marc Camoletti, mise en scène de l'auteur, Théâtre Michel : Marie-Louise
- 2007 : La Dame de chez Maxim de Georges Feydeau, mise en scène Francis Perrin, Théâtre des Variétés: Émilie
- 2016 et 2020 : Proposition de rachat, mise en scène Guillaume Cayet, Théâtre Ouvert de Paris : Odette

## Radio

### Fictions radiophoniques
- 2002 : La Loi du plus faible de Gérard Levoyer
- 2003 : Les Inconnus dans la maison de Georges Simenon (7 épisodes)
- 2007 : La Voix du sang d'Arnaud Romain
- 2008 : Boulettes de Jacques Chaussepied
- 2010 : Les jours et les nuits ne sont pas étanches de Stéphane Braka
- 2011 : Un amour de vieille tante de Caroline de Kergariou
- 2011 : Le Général est mort de Laure Egoroff
- 2011 : J'attends de voir passer un pingouin de Geneviève de Brisac
- 2011 : La vésicule merveilleuse de Benjamin Abitan
- 2012 : Bruit et châtiment d'Anne Torregrossa
- 2012 : Le Bruit des autres de Philippe Touzet : Madame Martinez
- 2012 : Agrippine de Claire Bretécher : Zonzon (5 épisodes)
- 2014 : La Vie trépidante de Brigitte Tornad de Camille Kohler
- 2014 : La Mastication des morts de Patrick Kermann et Laure Egoroff
- 2014 : La Plume empoisonnée d'Agatha Christie, adapté par François Rivière : Florence
- 2018 : Hasta Dente de Léon Bonnaffé
- 2020 : Un roi sans divertissement de Jean Giono

### Animation
- 1991-1993 : Les Grosses Têtes (RTL) - sociétaire

## Discographie
- 1965: Melle Suzy
- 1984 : Je suis un sex symbol (Philips)
- 1984 : Sexy Varoum (Philips)
- 1992 : God Save The Cheese (EMI)